# Ca l'Aimeric
Ca l'Aimeric' o cal Sabaté és una masia situada al municipi de Blanes, a la comarca catalana de la Selva. Es tenen referències de l'edificació des dels segles XVII-XVIII. Està ubicada a la falda del Turó del Vilar, a 137 metres d'altitud.

## Descripció
Masia aïllada actualment abandonada i en estat ruïnós. La masia està formada per un cos principal de planta rectangular construït en pedra amb un petit cos annexat de planta baixa. El cos principal, en origen de planta baixa, va ser ampliat per la seva crugia nord amb una planta superior formant una edificació amb la coberta de dos aiguavessos a nivells diferents. Aquesta planta superior té el mur exterior arrebossat mentre que a la resta de l'edificació s'ha perdut. La meitat sud del cos principal ha perdut gairebé totalment la coberta i el cos annexat per el nord l'ha perdut completament. Parts del mur perimetral de la planta baixa han desaparegut i en certes zones la vegetació ha envaït les parts interiors de l'edificació. La masia està situada en una zona aïllada i mal comunicada, a la part nord del terme municipal de Blanes, al sud-est del Santuari del Vilar, on predomina el bosc de pi.
És una masia a mig rehabilitar (des de 2017) com posava al catàleg de masies de Blanes juny 2009, estava en estat ruïnós. En el procés de recuperació de l'entorn rural per parts dels actuals propietaris han sorgit problemes amb la llicència d'obres per part de l'ajuntament i urbanisme de Girona. Aquesta masia ha quedat aturada molt a pesar del propietaris, que en el projecte de l'arquitecte està reproduir exactament la original, en quant a composició i volumetria; Amb això s'intenta recuperar i cuidar el sotabosc de la zona, des del vessant tan important avui com és evitar la despoblació rural.